# Rita Ackermann
Rita Ackermann (* 19. April 1968 in Budapest) ist eine ungarisch-amerikanische Künstlerin.

## Leben und Wirken
Ackermann studierte von 1989 bis 1992 an der Ungarischen Akademie der Bildenden Künste, ab 1992 in New York City an der New York Studio School of Drawing, Painting and Sculture. Besonders bekannt wurde sie durch ihre Collagen.
Ihre Kunstwerke wurden in Museen und Galerien in den USA, Japan und Europa ausgestellt. Sie wurde bekannt für amorphe Darstellungen, die Fantasiewesen aus Mann und Frau oder Frau und Kind abbilden. Es gelingt ihr mit überlebensgroßen Kunstwerken, Fantasien der Erotik beim Betrachter zu erzeugen. Sie war unter anderem Mitglied in der Künstlergruppe Angelblood und organisierte Ausstellungen wie The Perfect Man (2007). Ackermann steht mit anderen bekannten Künstlerinnen für den Durchbruch der Frauen im Kunstmarkt.
Ackermann lebt und arbeitet zurzeit in New York City.

## Ausstellungen (Auswahl)
- 1994: Andrea Rosen Gallery, New York City „After Dinner I’ll Gonna Shoot You Before I’ll Take A Shower“
- 1995: Rebecca Camhi Galery, Athen, „It Doesn’t Matter If You Love Me Or Not …. I’ll Be Always There For You“
- 1995: Interim Art, London, „Out of the blue into the black“
- 1995: Peter Kilchmann Galerie, Zürich, „The Birth of Tragedy“
- 1995: Museum of Contemporary Art, New York, „Options 48: Dan Peterman“
- 1996: Andrea Rosen Gallery, New York, „If Anyone Hurts My Brother, I’ll Kill That…“
- 1997: Peter Kilchmann Galerie, Zürich, „The Good, The Bad and The Evil“
- 1998: Bartok 32 Galeria, Budapest, „Just Do Whatever You Want“
- 1998: Rebecca Camhi Gallery, Athen
- 1999: Swiss Institute, New York (mit Ana Axpe)
- 1999: Parco Gallery, Tokyo, „Revelation“
- 2000: Andrea Rosen Gallery, New York, USA „corvette“
- 2000: Galerie Krobath Wimmer, Wien, „God’s Little Helpers“
- 2000: Annet Gelink Gallery, Niederlande, „Lost and Found Notes“
- 2001: Peter Kilchmann Galerie, Zürich, „The only way to get to my vagina is through Jesus!“
- 2001: The Deep Gallery, Paris, „Style Show for the Levitation of the Strong American Women“
- 2002: Museum Het Domein, Sittard, „Snowfall in August“
- 2003: Galerie Almine Rech, Paris, „Ördögök“, („Teufel“)
- 2003: Galerie Peter Kilchmann, Zürich, „Memoires d’Une Jeune Fille Rouge“
- 2003: Andrea Rosen Gallery, New York, „Listen to the Fool’s Reproach“
- 2004: „The Dreamland Artist Club“, öffentliches Projekt mit Creative Time für Coney Island
- 2005: Bonner Kunstverein, „Jump On Me“
- 2005: Andrea Rosen Gallery, New York, „Collage: 1993-2005“
- 2016: FARAGO, Los Angeles, „JEZEBELS“
- 2016: Malmö Konsthall, Malmö, „The Aesthetic of Disappearance“
- 2019: Art Cologne, Solopräsentation[3]